# Суршино
Суршино (рос. Суршино) — присілок в Нейському районі Костромської області Російської Федерації.
Населення становить 20 осіб. Входить до складу муніципального утворення Михалевське сільське поселення.

## Історія
У 1936-1944 роках населений пункт належав до Ярославської області. Від 1944 року належить до Костромської області.
Від 2007 року входить до складу муніципального утворення Михалевське сільське поселення.

## Населення
| 2008 | 2010 | 2014 |
| ---- | ---- | ---- |
| 19   | ↘14  | ↗20  |